# Căn cứ hỏa lực Sarge
Căn cứ hỏa lực Sarge (còn gọi là Căn cứ hỏa lực Đồng Toàn hoặc Đồi 552) là căn cứ hỏa lực của Quân đội Mỹ và Quân lực Việt Nam Cộng hòa (QLVNCH) tại tỉnh Quảng Trị, miền trung Việt Nam Cộng hòa.

## Lịch sử
Căn cứ này được thành lập trên núi Đồng Toàn phía đông Quốc lộ 9 nhìn xuống địa điểm của Căn cứ chiến đấu Vandegrift trước đây.

### 1971
Tiểu đoàn 2, Trung đoàn 506 Bộ binh, một phần của Sư đoàn Không vận 101, đã chiếm đóng Sarge trong năm 1971.
Ngày 30 tháng 3 năm 1971, Hughes OH-6A Cayuse #67-16433 đã bị rơi gần bãi đáp tại Sarge khiến một quan sát viên pháo binh thiệt mạng.
Sau khi để mất Đồi 950 vào tháng 6 năm 1971, Cục An ninh Lục quân (ASA) bèn tìm kiếm một địa điểm thay thế cho hệ thống ngăn chặn tín hiệu Explorer III và rồi Sarge cùng Cồn Tiên được họ chọn, sau đó cho lắp đặt những đơn vị này vào tháng 12 năm 1971. Thiết bị Explorer tuyệt mật chứa trong các boongke được xây dựng có mục đích do Tiểu đoàn Công binh số 27 xây dựng và do nhóm kỹ thuật viên của Quân đội Mỹ thuộc Đội A, Đội Nghiên cứu Vô tuyến 407, Trạm Nghiên cứu Vô tuyến Thực địa số 8 vận hành.:402
Vào lúc 2 giờ sáng ngày 6 tháng 6, Quân đội Nhân dân Việt Nam (QĐNDVN) đã tấn công Thủy quân lục chiến Việt Nam Cộng hòa cách Sarge 1,5 dặm (2,4 km) về phía tây bắc, khiến 83 thiệt mạng và để mất hai lính Thủy quân lục chiến. Ngày 18 tháng 6, khoảng 400 lính QĐNDVN tấn công Sarge, họ bị 200 lính Thủy quân lục chiến phòng thủ đẩy lùi nhờ sự yểm trợ của không quân Mỹ, khiến 95 lính QĐNDVN và 13 lính Thủy quân lục chiến thiệt mạng.
Ngày 15 tháng 8, QĐNDVN lại tấn công Sarge, làm 29 người chết trong khi bốn lính Thủy quân lục chiến tử trận. Ngày 19 tháng 8, Thủy quân lục chiến đã giết 11 lính QĐNDVN trong một trận phục kích gần Sarge. Ngày 21 tháng 8, QLVNCH đã rút toàn bộ pháo binh và hầu hết lính Thủy quân lục chiến ra khỏi Căn cứ hỏa lực Sarge, chỉ để lại khoảng 200 lính Thủy quân lục chiến tại căn cứ này.

### 1972
Đến tháng 1 năm 1972, Sư đoàn 3 Bộ binh QLVNCH đã đảm nhiệm khu vực phía bắc Quốc lộ 9. Sarge do Tiểu đoàn 4 Thủy quân lục chiến QLVNCH trấn đóng.:36
Tháng 3 năm 1972, Thiếu tá Walter E. Boomer, cố vấn của Tiểu đoàn 4 Thủy quân lục chiến vội báo cáo với Bộ Tư lệnh Sư đoàn 3 rằng QĐNDVN dường như đang xây dựng lực lượng của họ ở phía tây Sarge và Trạm Nghiên cứu Vô tuyến Thực địa số 8 cho biết QĐNDVN đã thành lập một bộ chỉ huy pháo binh cách Sarge 6 km về phía tây nam.:34:413
QĐNDVN phát động Chiến dịch Xuân – Hè vào ngày 30 tháng 3 năm 1972 và hỏa lực pháo binh của họ đã giết chết 15 lính Thủy quân lục chiến tại Sarge vào ngày hôm đó. Một đòn tấn công trực tiếp vào boongke của Trung đoàn thuộc Trạm Nghiên cứu Vô tuyến Thực địa số 8 làm kích hoạt các quả mìn phá hủy Thermite, thiêu rụi hai nhân viên điều hành của Quân đội Mỹ bên trong.:42:415 Hỏa lực pháo binh tiếp theo là một cuộc tấn công bằng bộ binh của Trung đoàn 66 QĐNDVN, đến 2 giờ sáng ngày 1 tháng 4 đã thành công trong việc xâm nhập vào vành đai phòng thủ của căn cứ. Vào lúc 3 giờ 45 phút, Thiếu tá Boomer và bộ chỉ huy Tiểu đoàn 4 Thủy quân lục chiến rời khỏi căn cứ này và trốn thoát qua các phòng tuyến của QĐNDVN vào khu rừng xung quanh.:45 Đến ngày 2 tháng 4, Thiếu tá Boomer và 8 lính Thủy quân lục chiến Việt Nam đến được Trại Mai Lộc tương đối an toàn.:50 Tổn thất của Tiểu đoàn 4 Thủy quân lục chiến là 347 trong số 632 lính Thủy quân Lục chiến ban đầu.:60

## Hiện tại
Căn cứ này hiện nay đã trở lại thành rừng rậm.